# Gréta Arn
Gréta Arn (Budapest, 13 aprile 1979) è un'ex tennista ungherese.
Inizialmente ha rappresentato la Germania, avendo vissuto per un periodo in questo Paese, che è anche il Paese d'origine della sua famiglia.

## Biografia
Figlia di Rudolf e Katalin, ha un fratello di nome Norbert.
Nel ranking ha raggiunto la 40ª posizione il 16 maggio del 2011.
Nel 2007 ha vinto l'Estoril Open 2007 - Singolare femminile battendo in finale Viktoryja Azaranka con il risultato di 2–6, 6–1, 7–6(3), mentre nel 2011 si è aggiudicata il torneo di Auckland.
Al torneo di Wimbledon 2010 - Singolare femminile è stata sconfitta da Marion Bartoli al terzo turno.
Rimasta inattiva nel triennio 2014-17, è poi tornata alle competizioni, smentendo così le voci che davano per certo il suo abbandono.
Nel 2019, a 39 anni, è stata in grado di superare un turno nel tabellone principale del torneo di Monterrey, battendo la quotata spagnola Lara Arruabarrena. Nonostante l'eliminazione nelle qualificazioni, era stata ripescata grazie al forfait della britannica Katie Boulter.

## Vita privata
Sposata con lo schermidore Zsolt Nemcsik, vive in Svizzera, dove tra l'altro studia per diventare interior designer.

## Statistiche WTA

### Singolare

#### Vittorie (2)
| Legenda: Prima del 2009 | Legenda: Dal 2009     |
| ----------------------- | --------------------- |
| Grande Slam (0)         |                       |
| Ori Olimpici (0)        |                       |
| WTA Finals (0)          |                       |
| Tier I (0)              | Premier Mandatory (0) |
| Tier II (0)             | Premier 5 (0)         |
| Tier III (0)            | Premier (0)           |
| Tier IV (1)             | International (1)     |
| Tier V (0)              | WTA 125s (0)          |

| N. | Data           | Torneo                | Superficie  | Avversaria in finale | Punteggio        |
| 1. | 6 maggio 2007  | Estoril Open, Cascais | Terra rossa | Viktoryja Azaranka   | 2-6, 6-1, 7-6(3) |
| 2. | 8 gennaio 2011 | ASB Classic, Auckland | Cemento     | Yanina Wickmayer     | 6-3, 6-3         |

## Statistiche ITF

### Singolare

#### Vittorie (5)
| Torneo $100.000 (0) |
| Torneo $80.000 (0)  |
| Torneo $75.000 (0)  |
| Torneo $60.000 (1)  |
| Torneo $50.000 (0)  |
| Torneo $25.000 (1)  |
| Torneo $15.000 (0)  |
| Torneo $10.000 (3)  |

| N. | Data            | Torneo                                      | Superficie    | Avversaria in finale | Score    |
| 1. | 27 ottobre 1997 | Djursholm Ladies, Stoccolma                 | Cemento (i)   | Athina Briegel       | 6-2, 6-3 |
| 2. | 3 ottobre 1999  | AEGON Pro Series Glasgow, Glasgow           | Sintetico (i) | Manisha Malhotra     | w/o      |
| 3. | 27 luglio 2004  | Knoll Open, Bad Saulgau                     | Terra rossa   | Tanja Ostertag       | 6-4, 6-2 |
| 4. | 17 gennaio 2006 | TDC'S Women's Challenger, Fort Walton Beach | Cemento       | Valentina Sassi      | 7-5, 6-2 |
| 5. | 28 ottobre 2017 | National Bank Challenger Saguenay, Saguenay | Cemento (i)   | Bibiane Schoofs      | 6-1, 6-2 |

### Doppio

#### Vittorie (4)
| Torneo $100.000 (0) |
| Torneo $80.000 (0)  |
| Torneo $75.000 (0)  |
| Torneo $60.000 (0)  |
| Torneo $50.000 (0)  |
| Torneo $25.000 (3)  |
| Torneo $15.000 (0)  |
| Torneo $10.000 (1)  |

| N. | Data              | Torneo                                              | Superficie  | Compagna             | Avversarie in finale                     | Score         |
| 1. | 14 settembre 1998 | Biograd Open, Zaravecchia                           | Terra rossa | Lana Miholcek        | Diane Asensio Mervana Jugić-Salkić       | 6–3, 6–2      |
| 2. | 6 marzo 2000      | ITF Women's Circuit Haikou, Haikou                  | Cemento     | Julie Pullin         | Chae Kyung-yee Ryoko Takemura            | 7–5, 6–4      |
| 3. | 13 novembre 2005  | Nyrstar Port Pirie Tennis International, Port Pirie | Cemento     | Sunitha Rao          | Monique Adamczak Christina Horiatopoulos | 6–4, 3–6, 6–2 |
| 4. | 19 novembre 2005  | ITF Women's Circuit Nuriootpa, Nuriootpa            | Cemento     | Anastasija Rodionova | Casey Dellacqua Trudi Musgrave           | 6–4, 1–6, 7–5 |

## Risultati in progressione
| Sigla | Risultato               |
| ----- | ----------------------- |
| V     | Vincitore               |
| F     | Finalista               |
| SF    | Semifinalista           |
| O     | Oro olimpico            |
| A     | Argento olimpico        |
| SF    | Bronzo olimpico         |
| QF    | Quarti di Finale        |
| 4T    | Quarto turno            |
| 3T    | Terzo turno             |
| 2T    | Secondo turno           |
| 1T    | Primo turno             |
| RR    | Round Robin             |
| LQ    | Turno di qualificazione |
| A     | Assente                 |
| ND    | Non disputato           |

| Legenda superfici    |
| -------------------- |
| Cemento              |
| Terra battuta        |
| Erba                 |
| Superficie variabile |

### Singolare nei tornei del Grande Slam
| Torneo          | 2000 | 2001 | 2002 | 2003 | 2004 | 2005 | 2006 | 2007 | 2008 | 2009 | 2010 | 2011 | 2012 | 2013 |
| --------------- | ---- | ---- | ---- | ---- | ---- | ---- | ---- | ---- | ---- | ---- | ---- | ---- | ---- | ---- |
| Australian Open | A    | 2T   | 2T   | 1T   | A    | A    | A    | A    | A    | A    | A    | 1T   | 3T   | 1T   |
| Open di Francia | A    | 1T   | 1T   | A    | A    | A    | A    | A    | A    | A    | A    | 1T   | 1T   | A    |
| Wimbledon       | 1T   | A    | 2T   | A    | A    | A    | A    | 1T   | A    | A    | 3T   | A    | 1T   | A    |
| US Open         | 1T   | 1T   | 1T   | A    | A    | A    | A    | 1T   | A    | A    | 1T   | 1T   | 2T   | A    |

### Doppio nei tornei del Grande Slam
| Torneo          | 2000 | 2001 | 2002 | 2003 | 2004 | 2005 | 2006 | 2007 | 2008 | 2009 | 2010 | 2011 | 2012 | 2013 |
| --------------- | ---- | ---- | ---- | ---- | ---- | ---- | ---- | ---- | ---- | ---- | ---- | ---- | ---- | ---- |
| Australian Open | A    | A    | A    | A    | A    | A    | A    | A    | A    | A    | A    | A    | 1T   | A    |
| Open di Francia | A    | A    | A    | A    | A    | A    | A    | A    | A    | A    | A    | 1T   | 1T   | A    |
| Wimbledon       | A    | A    | A    | A    | A    | A    | A    | A    | A    | A    | A    | A    | A    | A    |
| US Open         | A    | A    | A    | A    | A    | A    | A    | A    | A    | A    | A    | 1T   | A    | A    |

### Doppio misto nei tornei del Grande Slam
Nessuna partecipazione